# Дануа, Кевен
Кевин Дануа (фр. Kévin Danois; род. 28 июня 2004, Бас-Тер) — французский футболист, полузащитник клуба «Осер».

## Клубная карьера
Дануа — воспитанник клубов «Ла Голуаз» и «Осер». 7 августа 2021 года в матче против «Эпиналь» он дебютировал в составе дубля последних и отметился первым голом.
В июле 2021 года подписал первый профессиональный контракт с основным составом. 9 апреля 2023 года в поединке против «Аяччо» Кевен дебютировал в Лиги 1. 23 апреля 2024 года в матче против «Лаваль» Дануа забил первый гол за «Осер».